# Matthias Kapohl
Matthias Kapohl (* 31. Juli 1972) ist ein deutscher Hörspielregisseur und Autor.

## Leben
Matthias Kapohl studierte Germanistik, Soziologie, Kunstgeschichte und Theaterwissenschaft. Von 2001 bis 2004 war er Koordinator und Programmleiter der Internationalen Filmmusik Biennale Bonn. 2004 gründete er SoundTrack Cologne und war bis 2014 einer von drei Programmleitern. Seit 2008 schreibt Kapohl Hörspiele und führt Regie, unter anderem beim Radio-Tatort.
Bereits seine erste Regiearbeit und Bearbeitung von Vincent nach einem Roman von Joey Goebel erhielt die Auszeichnung Hörspiel des Monats März 2008. Es folgten „Cyberchonder“, „Karoshi“ und „Mutterseelenallein“. Nominierung für den Juliane Bartel Medienpreis 2014 mit „Mutterseelenallein“. Shortlist Prix Italia mit „Sterben nach Plan“. Auszeichnungen der Deutschen AIDS-Stiftung 2019 und 2021. Seit 2017 Audio-Installationen für das Grassi Museum Leipzig und das Museum für Völkerkunde Dresden. 2019 inszenierte er für den Musikstreaming-Dienst Deezer den Hörspiel-Podcast Der Ausnahmezustand. Neben der Hörspielarbeit zahlreiche Radiodokus (Features) und Podcast-Serien für Deutschlandfunk, WDR und NDR. Seit 2018 Hörspiel-Regie für den ARD Radiotatort des Saarländischen Rundfunks. Seit 2022 Regie für Hörbücher des Headroom Verlags in Köln.
Matthias Kapohl lebt in Köln.

## Hörspiele

### Als Regisseur (Auswahl)
- 2008: Vincent – Autor: Joey Goebel
- 2008: PVP – Player vs. Player – Autor: Max von Malotki
- 2009: Die Stadt der Toten – Autor: Kevin Brockmeier
- 2009: Johanna von Orléans – Autor: Karlheinz Koinegg
- 2009: Gott ist tot – Autor: Ronald F. Currie
- 2010: Du bist zu schnell – Autor: Zoran Drvenkar
- 2012: Alle meine Freunde sind Superhelden – Autor: Andrew Kaufman
- 2012: stay enemies – Autorin: Sabine Melchior
- 2013: Road of the Dead – Autor: Kevin Brooks
- 2014: Turing Bytes – Die Geheimnisse des Computerpioniers Alan Turing – Autorin: Nika Bertram[5]
- 2015: Verschlusssache KI2015 – Autor: Max von Malotki[6]
- 2015: Bigger than Hip Hop – Autor: Heiko Behr[7]
- 2016: Die Stimmen der Dinge – Livehörspiel
- 2017: Kistengeflüster – Autor: Christoph Goldmann
- 2017: Ikaria 6 – Autor: Benjamin Maack
- 2017: Kommando Gleichstrom – Autor: Veit König
- 2018: Radio-Tatort: Lange Schatten – Autorin: Madeleine Giese
- 2018: Der Putsch – Teil Zwo – Autor: Sebastian Büttner[8]
- 2019: Radio-Tatort: Über die Dörfer – Autor: Erhard Schmied
- 2019: Der Ausnahmezustand[9] – Autoren: Christian Dorph und Simon Pasternak
- 2020: Denn sie sterben jung – Autor: Antonio Ruiz Camacho[10]
- 2020: Radio-Tatort: Wetterleuchten  – Autorin: Madeleine Giese
- 2020: wing.suit – Autorin: Lisa Sommerfeldt[11]
- 2020: Der Putsch Teil III[12] – Autor: Sebastian Büttner[8]
- 2020: Der V-Komplex – Autoren: Tilman Strasser und Dorian Steinhoff
- 2020: 17 Days – Wenn die Sonne rauskommt fahr ich ohne Geld.
- 2021: Katsche, Kopp und Ko – Autor: Sebastian Büttner
- 2021: ARD Radio-Tatort: Respekt – Autor: Erhard Schmied
- 2021: Good Vibrations Movement – Autor: Christoph Goldmann[13]
- 2022: Wonder Valley – nach dem Roman von Ivy Pochada.
- 2024: Erzählen, wie es weitergeht – Autor: Jürgen Becker[14]
- 2024: Unsere vergorenen Wunden – Autorin: Katrin Pitz[15]
- 2024: Nicht mit uns – Autorin: Leonie Below[16]
- 2025: ARD Radiotatort "Schlachtfelder" von Erhard Schmied
- 2025: Schrödingers Grrrl. Nach dem Roman von Marlen Hobrack

### Als Autor und Regisseur
- 2009: Cyberchonder[17]
- 2012: Karoshi[18]
- 2014: Mutterseelenallein[19]
- 2017: Die Stimmen der Dinge[20]

## Belege
1. 1 2  Kurzbiographie in der ARD-Hörspieldatenbank, abgerufen am 10. September 2019
2. ↑  Deutsche AIDS-Stiftung 2019 und 2021
3. ↑  Kurt Sagatz: Der Thunberg-Thriller. In: Der Tagesspiegel vom 6. Juni 2019, abgerufen am 10. September 2019
4. ↑  ARD Radiotatort des Saarländischen Rundfunks
5. ↑  Turing Bytes - Die Geheimnisse des Computerpioniers Alan Turing. 19. April 2020, abgerufen am 24. September 2023.
6. ↑  Verschlusssache KI2015 - Eine KI im Visier der Polizei. 19. März 2020, abgerufen am 24. September 2023.
7. ↑  Bigger than HipHop - Wie der HipHop in der Bronx entstanden ist. 22. November 2020, abgerufen am 24. September 2023.
8. 1 2  WDR: Hörspiel-Reihe "Der Putsch" von Sebastian Büttner. 27. April 2023, abgerufen am 24. September 2023.
9. ↑  Der Ausnahmezustand
10. ↑  NDR: NDR Hörspiel: "Denn sie sterben jung". Abgerufen am 2. September 2020.
11. ↑  wing.suit - Dramatische Dreiecksgeschichte. 11. Juli 2020, abgerufen am 24. September 2023.
12. ↑  Der Putsch III
13. ↑  Good Vibrations Movement - Guter 3D-Sound gegen das Schlechte. 4. Dezember 2021, abgerufen am 24. September 2023.
14. ↑  hoerspielundfeature.de: Hörspiel: „Erzählen wie es weitergeht“ von Jürgen Becker. Abgerufen am 20. März 2024.
15. ↑  hoerspielundfeature.de: Unsere vergorenen Wunden - Hörspiel von Katrin Pitz. 21. September 2024, abgerufen am 23. September 2024.
16. ↑  ARD-Hörspieldatenbank. Abgerufen am 23. September 2024.
17. ↑  Cyberchonder - Sound-Trip durch Medizinforen und Beipackzettel. 10. November 2019, abgerufen am 24. September 2023.
18. ↑  ARD-Hörspieldatenbank. Abgerufen am 23. September 2024.
19. ↑  Mutterseelenallein - Das Kind als Statussymbol. WDR (2023). 14. Mai 2023, abgerufen am 23. August 2023.
20. ↑  Im Januar: DIE STIMMEN DER DINGE III / Brüderchen und Schwester. Abgerufen am 23. September 2024 (deutsch).

| Personendaten    | Personendaten                         |
| ---------------- | ------------------------------------- |
| NAME             | Kapohl, Matthias                      |
| KURZBESCHREIBUNG | deutscher Hörspielregisseur und Autor |
| GEBURTSDATUM     | 31. Juli 1972                         |